# Cariés
Cariés (em grego: Καρυές; romaniz.: Karyés) é um assentamento no monte Atos, na Grécia, sede administrativa e teocrática da República de Monte Atos.